# Eupithecia lavata
Eupithecia lavata là một loài bướm đêm trong họ Geometridae.